# Autaugaville
Autaugaville è un paese dell'Alabama, situato nella contea di Autauga. La popolazione al censimento del 2000 era di 820 abitanti. La stima dell'U.S. Census Bureau relativa al 2005 è di 865 abitanti.

## Città e paesi vicini
- White Hall
- Lowndesboro
- Prattville
- Benton
- Billingsley
- Hayneville
- Mosses
- Gordonville

## Geografia fisica
Autaugaville è situata a 32°25'57" N, 86°39'12" O. L'U.S. Census Bureau certifica che il paese occupa un'area totale di 20,50 km², di cui 20,00 km² composti da terra e i rimanenti 0,50 km² composti di acqua.

## Società

### Evoluzione demografica
Al censimento del 2000, risultano 820 abitanti, 316 nuclei familiari e 219 famiglie residenti nel paese. La densità della popolazione è di 40,00 ab./km². Ci sono 384 alloggi con una densità di 19,20/km². La composizione etnica della città è 32,32% bianchi, 65,98% neri o afroamericani, 0,24% nativi americani, 0,24% di altre razze, e 1,22% meticci. Lo 0,98% della popolazione è ispanica.
Dei 316 nuclei familiari, il 34,50% ha figli di età inferiore ai 18 anni che vivono in casa, il 39,60% sono coppie sposate che vivono assieme, il 25,00% è composto da donne con marito assente, e il 30,40% sono non-famiglie. Il 28,50% di tutti i nuclei familiari è composto da singoli e il 13,60% da singoli con più di 65 anni di età. La dimensione media di un nucleo familiare è di 2,59 mentre la dimensione media di una famiglia è di 3,18.
La suddivisione della popolazione per fasce d'età è la seguente: 31,10% sotto i 18 anni, 8,90% dai 18 ai 24, 26,50% dai 25 ai 44, 20,20% dai 45 ai 64, e 13,30% oltre i 65 anni. L'età media è 33 anni. Per ogni 100 donne ci sono 86,40 uomini. Per ogni 100 donne sopra i 18 anni ci sono 78,80 uomini.
Il reddito medio di un nucleo familiare è di 22.563$, mentre per le famiglie è di 35.417$. Gli uomini hanno un reddito medio di 29.688$ contro i 19.821$ delle donne. Il reddito pro capite del paese è di 12.586$. Il 27,10% della popolazione e il 27,40% delle famiglie è sotto la soglia di povertà. Sul totale della popolazione, il 31,20% dei minori di 18 anni e il 23,20% di chi ha più di 65 anni vive sotto la soglia di povertà.